# Teodoro Agaliano
Teodoro Agaliano (en griego: Θεόδωρος Ἀγαλλιανός; 1400-1468/1474) fue un eclesiástico y escritor religioso bizantino del siglo XV. Se distinguió como oponente a la unión de las Iglesias católica y ortodoxa proclamada en el Concilio de Florencia en 1439.

## Biografía
Casado y ordenado diácono en 1425, se unió al clero de Santa Sofía en Constantinopla y ejerció varias funciones importantes. Cuando la delegación bizantina encabezada por el emperador Juan VIII Paleólogo y el patriarca José II abandonaron Constantinopla para participar en las asambleas conciliares de Ferrara y Florencia en noviembre de 1437, se le impidió unirse por enfermedad. Cuando la delegación regresó, a principios de 1440, participó en el movimiento de rechazo de la proclamada unión de las iglesias latina y ortodoxa, encabezado por Marcos de Éfeso, el único obispo de la delegación que se negó a firmar: el 15 de mayo, el recién entronizado patriarca Metrófanes II celebraba una liturgia en Santa Sofía mencionando al papa, los opositores se negaron a participar en la comunión. Declarado en suspenso, Agaliano dimitió de sus funciones, que no reanudará hasta después de la retirada de Metrófanes el 1 de agosto de 1443.
Después de la muerte de Marcos de Éfeso (23 de junio de 1444), la dirección del partido anti-unionista es asumida por Jorge Escolario, ex consejero imperial convocado por Marcos, de quien Agaliano se hizo amigo íntimo. Participó en las discusiones que entonces se mantuvieron sobre el tema y firmó el informe desfavorable elaborado por una comisión de quince miembros nombrados por el emperador (noviembre de 1445).
Teniendo muchos enemigos, fue totalmente deshonrado bajo el pontificado del patriarca Isidoro II (1456-1462), y luego perdió su posición como el gran cartofilax de Santa Sofía. Pero luego regresó al favor: según la obra de Christos Patrinellis, como sucesor de Teófanes, metropolitano de Medea desde alrededor de 1468. Debió haber fallecido antes del 1 de octubre de 1474 porque se informa de un sucesor en esta fecha en Medea.

## Obra
Teodoro Agaliano fue autor de tres textos de refutación contra la Iglesia católica y otros tres contra el judaísmo, y por otro lado de dos escritos filosóficos (Sobre la Providencia, después de la gran plaga de 1466, y Sobre el alma). También dejó un relato de la captura de Constantinopla por los otomanos (en griego: Χρονικὸν σημείωμα περὶ τῶν ὑπὸ τῶν Τούρκων ἐπενεχθέντων κακῶν), una lista de los metropolitanos del patriarcado bajo Andrónico II Paleólogo, y diecisiete cartas: dos al metropolitano Pacomio de Amasia que datan del período 1441-1445, los demás que datan de 1453, incluyendo cinco como metropolitano de Medea. Es el destinatario de tres cartas de Jorge Amirutzes, que datan del período 1468-1470, relacionadas con el tratado Sobre la Providencia, y transmitidas con su correspondencia; también una carta de Amirutzes a Miguel Critóbulo sobre el mismo tema.